# Salvador de Ponte y Conde de la Peña
Salvador de Ponte y Conde de la Peña, nació en Vigo en 1894 y murió en la misma ciudad el 9 de febrero de 1963, fue un militar y político gallego.

## Biografía
Coronel del Cuerpo de Ingenieros. Fue alcalde de Vigo durante el franquismo, de 1960 a 1963, falleciendo en el cargo. Fue procurador en Cortes cómo representante de los municipios provinciales (1961-1963).